# Gara Reboleira
Gara Reboleira este o stație feroviară a rețelei de trenuri regionale din Amadora, Portugalia, situată pe calea ferată spre Sintra. Reboleira a înlocuit fosta haltă Jota Pimenta, construită în anii 1960 ca parte a unei investiții imobiliare, dar niciodată utilizată Comboios de Portugal. Un punct de oprire a existat la Reboleira odată cu darea în exploatare, pe 2 aprilie 1887, a căii ferate spre Sintra.

## Descriere

### Localizare și acces
Accesul în gară se face prin străzile Avenida Dom Carlos I și Rua das Indústrias.

### Linii și peroane
În decembrie 2018 gara avea patru linii, iar peroanele aveau o lungime de 220 de metri și o înălțime de 100 de centimetri.

## Servicii

### Transport feroviar

#### Urbanos de Lisboa
| CP Urbanos de Lisboa | CP Urbanos de Lisboa                                              |
| -------------------- | ----------------------------------------------------------------- |
|                      | Sintra ↔ Oriente                                                  |
|                      | Sintra ↔ Alverca (nu circulă în weekend și de sărbătorile legale) |
|                      | Sintra ↔ Rossio                                                   |
|                      | Mira Sintra - Meleças ↔ Rossio                                    |

#### Direcții deservite
| Gara precedentă                                  | Comboios de Portugal | Comboios de Portugal      | Comboios de Portugal | Gara următoare                                              |
| ------------------------------------------------ | -------------------- | ------------------------- | -------------------- | ----------------------------------------------------------- |
| Amadora În direcția Sintra / Mira Sintra-Meleças |                      | CP Lisboa Linha de Sintra |                      | Santa Cruz / Damaia În direcția Rossio / Oriente / Alverca1 |

### Transport urban

#### Vimeca / Lisboa Transportes
- 020 Algés (Gară) ⇄ Amadora (Gara de Sud)
- 105 Queluz (Monte Abraão) ⇄ Reboleira (Metrou)
- 108 Reboleira (Metrou) ⇄ Queluz/Belas
- 109 Reboleira (Gară) – circulație via Damaia de Cima
- 144 Belém (Gară) ⇄ Cacém (Bairro do Grajal)
- 145 Reboleira (Gară) – circulație via Urbanização Casas do Lago / Amadora (Spital)
- 185 Lisabona (Marquês de Pombal) ⇄ Amadora (Hospital)
- 186 Amadora (Spital) ⇄ Falagueira (Gară)
- 189 Amadora (Gara de Sud) ⇄ Falagueira (Gară)[6]

#### Carris
- 767 Campo Mártires da Pátria ⇄ Reboleira (Metrou)[7]

#### Metroul din Lisabona
- Linia albastră: Reboleira (Santa Apolónia ⇄ Reboleira)

## Istoric
Gara este situată pe tronsonul dintre stațiile Sintra și Alcântara-Terra al căii ferate spre Sintra, care a fost dat în exploatare pe 2 aprilie 1887. Gara Reboleira a fost inaugurată în același timp cu Santa Cruz - Damaia, pe 27 noiembrie 1999.
Pe 13 aprilie 2016 a fost inaugurată și o stație de metrou care conectează gara cu linia albastră a metroului din Lisabona.